# Feuerwehr Bremerhaven
Die Feuerwehr Bremerhaven ist die Brandschutz- und Rettungsdienstorganisation der Seestadt Bremerhaven im Bundesland Bremen. Sie gliedert sich in die Berufsfeuerwehr und die Freiwillige Feuerwehr.

## Berufsfeuerwehr

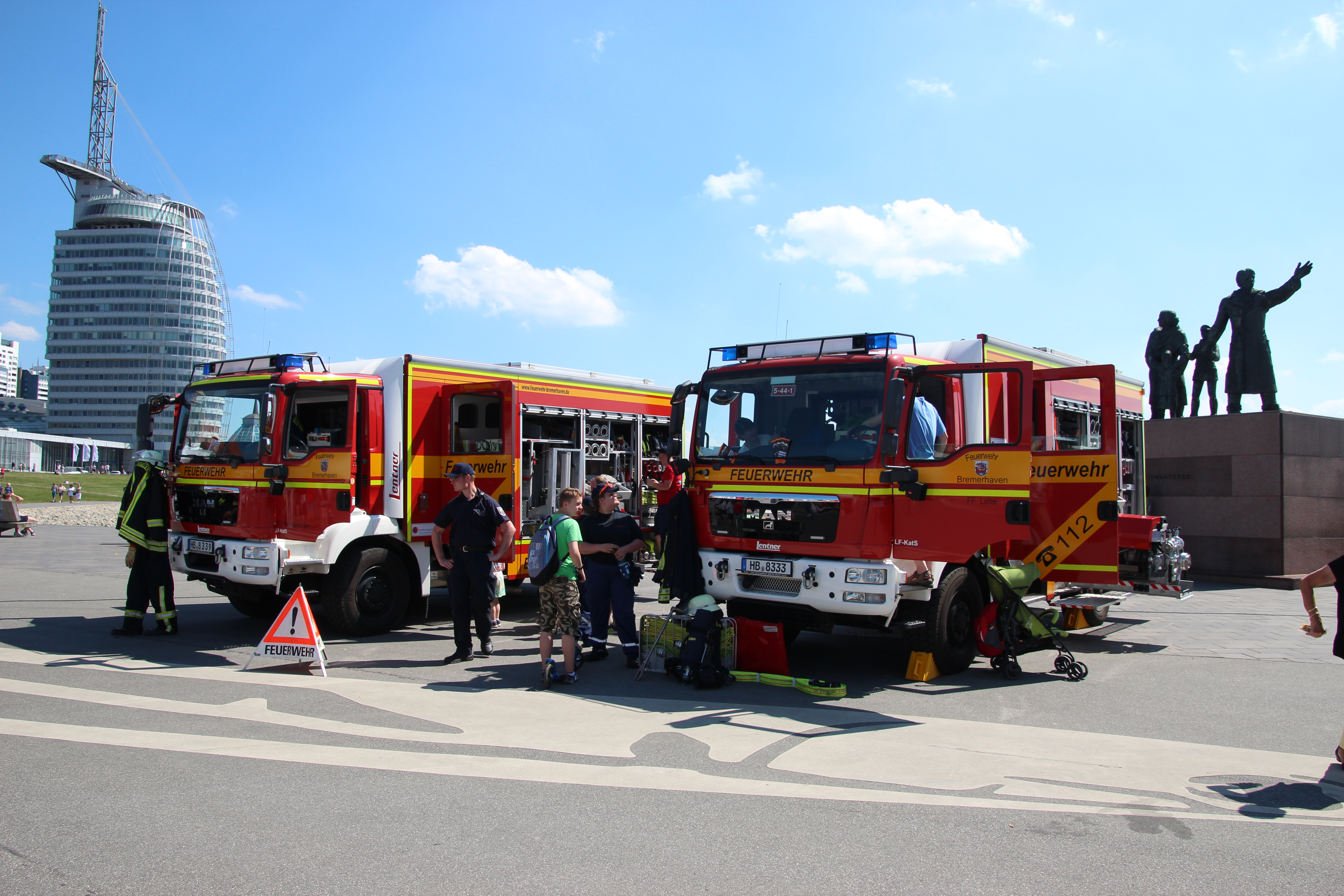
Löschfahrzeuge 4-44-1 und 5-44-1 auf dem Seestadtfest 2018

Die Berufsfeuerwehr ist seit dem Jahr 1980 in der Zentralen Feuerwache (ZFW) untergebracht, von der aus das Stadtzentrum innerhalb von vier und jede andere Stelle der Stadt in weniger als acht Minuten erreicht werden kann. In dieser Wache befindet sich die Integrierte Regionalleitstelle Unterweser-Elbe (IRLS-UE) sowie ein Stabsraum für Großeinsätze, Fahrzeughallen für Feuerwehr- und Rettungsdienstfahrzeuge, sowie zahlreiche Werkstätten. Darüber hinaus verfügt diese Wache über Verwaltungsräume, Räume und Einrichtungen für Ausbildung und Übung und einen Wachbereich für die Alarmabteilung. Für den Brandschutz sind im Wechsel drei Wachabteilungen nach einem festgelegten Schichtmuster verantwortlich.

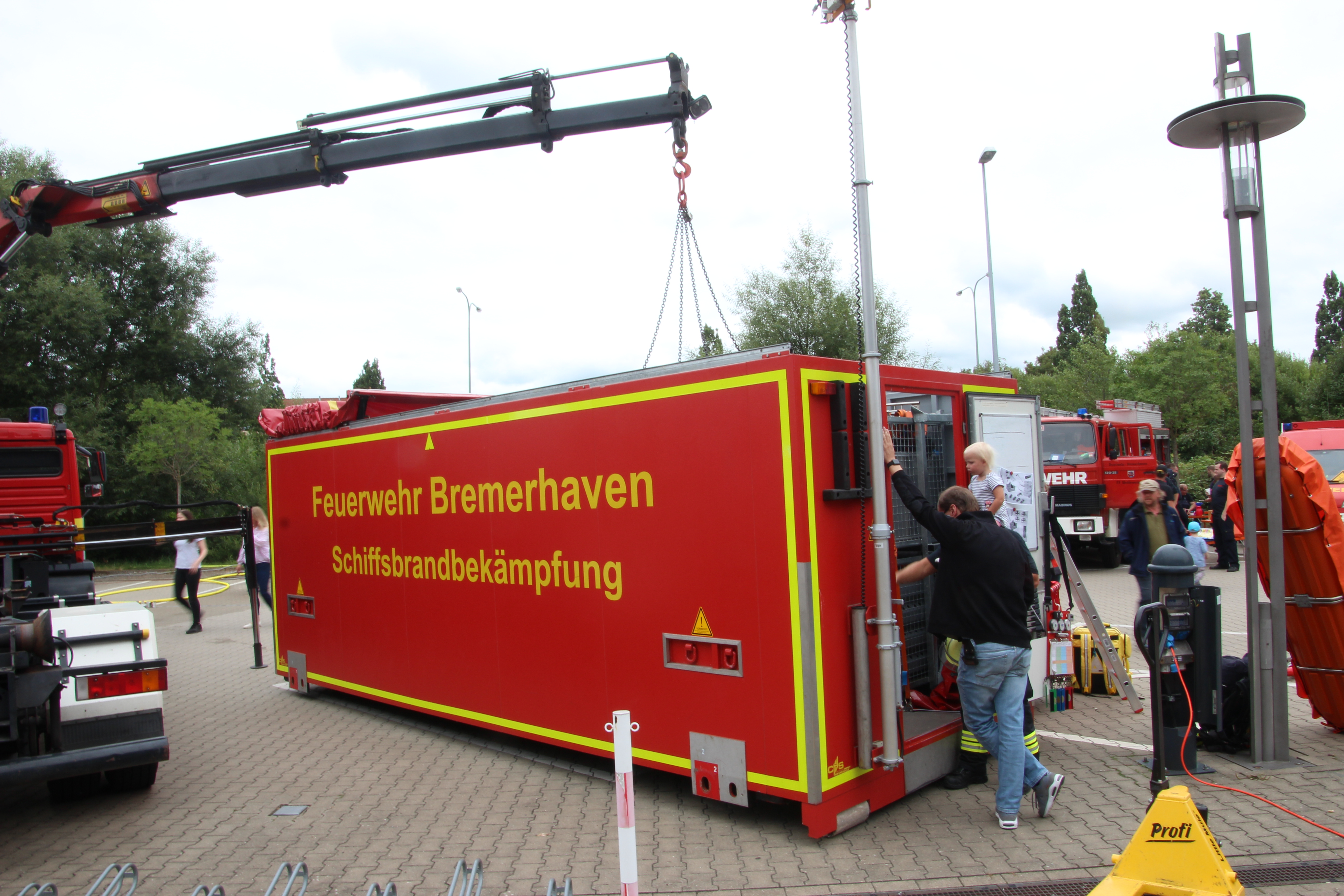
Abrollbehälter AB-Schiffsbrandbekämpfung

Es stehen (Stand: 2015) folgende Fahrzeuge zur Verfügung: 8 Einsatzleitwagen (ELW), 3 Hilfeleistungslöschgruppenfahrzeuge (HLF 24/20/2), 2 Drehleiterfahrzeuge (DLK 23/12), 4 Tanklöschfahrzeuge (TLF 16/25), 1 Tanklöschfahrzeug (TLF 24/48), 1 Gerätewagen Gefahrgut (GW-G), 1 Gerätewagen Technik (GW-Technik), 1 Gerätewagen Wasserrettung (GW-W), 3 Rettungsbootanhänger (RBA), 3 Wechselladerfahrzeuge (WLF) mit 12 Abrollbehälter (AB), 1 Rüstwagen (RW), 1 60-t-Kran (FwK), 3 Mannschaftstransportfahrzeuge (MTF), 3 Transportfahrzeuge mit Ladefläche, 1 Stomerzeugungsanhänger (SEA), 1 ABC-Erkundungskraftwagen (ABC-ErkKW) und 1 Mehrzweckfahrzeug (MZF).
Nach Außerdienststellung des Löschkreuzers Weser wurden zwei Schlepper zu Löschschleppern umgebaut (Bugsier 4 und Geeste), die bei Bedarf von der Berufsfeuerwehr eingesetzt werden können.

## Freiwillige Feuerwehren
Zur Feuerwehr Bremerhaven gehören neben der Berufsfeuerwehr auch drei Freiwillige Feuerwehren, in welchen jeweils an die 30 Mitglieder aktiv sind.

### Freiwillige Feuerwehr Lehe
Die Freiwillige Feuerwehr Lehe wurde 1998 gegründet. Sie besetzt zurzeit ein Löschgruppenfahrzeuge LF Kat-S, ein Hilfeleistungslöschfahrzeug 20 (HLF), einen Schlauchwagen SW 2000 sowie ein Mannschaftstransportfahrzeug (MTF).

### Freiwillige Feuerwehr Weddewarden

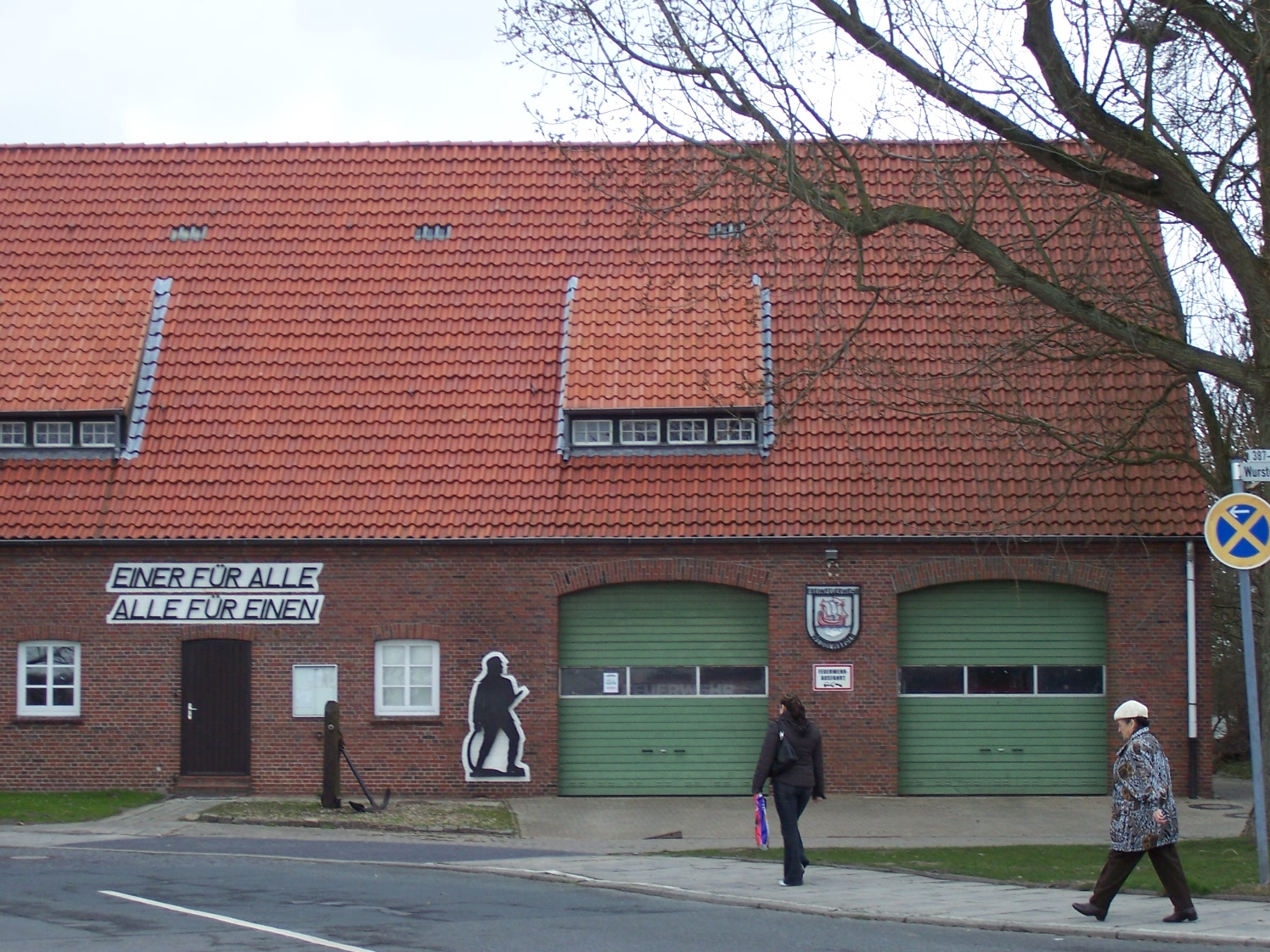
Wache der Freiwilligen Feuerwehr Weddewarden

Die Freiwillige Feuerwehr Weddewarden wurde im Jahr 1928 gegründet und verfügt über ein Hilfeleistungslöschfahrzeug (HLF 20), ein Löschgruppenfahrzeug (LF 20-KatS) und ein Mannschaftstransportfahrzeug (MTF).
Sie ist die nördlichste der drei Freiwilligen Feuerwehren Bremerhavens und besteht aus der Einsatzabteilung, einer Alters- und Ehrenabteilung sowie einer Jugendfeuerwehr und der stadtweit einzigen Kinderfeuerwehr.

### Freiwillige Feuerwehr Wulsdorf
Die Freiwillige Feuerwehr Wulsdorf wurde im Jahr 1998 gegründet. Sie verfügt über ein Tanklöschfahrzeug 16/25 sowie ein Mittleres Löschfahrzeug (MLF) mit Zusatzbeladung (Schere / Spreizer / Hebekissen / Verkehrsabsicherung / 2× PSAgA / Schmutzwasserpumpe (Mini Chiemsee) / Stromerzeuger). Das Fahrzeug ist auf 8,5 t aufgelastet. Zurzeit (2015) hat die FF-Wulsdorf 50 Mitglieder (30 Aktive und 20 in der Jugendfeuerwehr).

### Jugendfeuerwehr

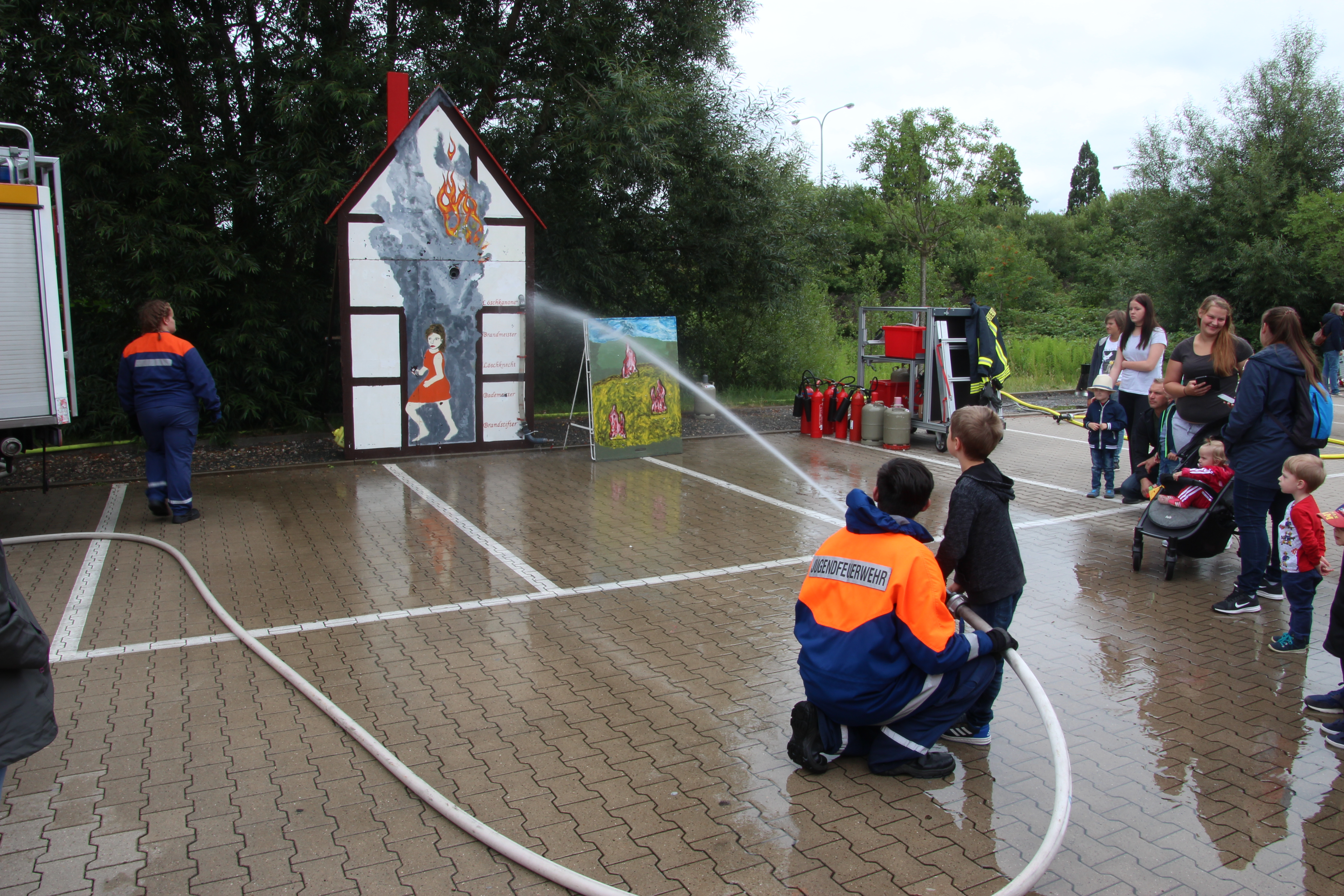
Vorführung der Jugendfeuerwehr bei der Jubiläumsfeier zum 125-jährigen Jubiläum der Feuerwehr Bremerhaven

Es gibt in Bremerhaven drei Jugendfeuerwehren (JF): Im Jahr 1999 wurde die erste Jugendfeuerwehr in Weddewarden gegründet, später folgten dann 2011 die Jugendfeuerwehren Lehe sowie 2013 Wulsdorf.

### Kinderfeuerwehr
Im März 2019 gründete die Freiwillige Feuerwehr Weddewarden als erste Bremerhavener Feuerwehr eine Kinderfeuerwehr.

## Geschichte
Lehe
Der Ort Lehe hatte im Jahr 1719 eine Feuerspritze und in den Jahren 1818 bis 1895 eine Feuerlöschkompanie als Pflichtfeuerwehr. 1893 wurde eine Freiwillige Feuerwehr gegründet.
Geestendorf/Geestemünde
Geestendorf führte im Jahr 1818 eine Pflichtfeuerwehr ein und wandelte sie 1858 zur Freiwilligen Feuerwehr und 1864 in ein Bürgerwehr-Corps um.

In Geestemünde bestand vor der Ortsgründung (1874) ab 1858 eine Pflichtfeuerwehr. Nach der Vereinigung mit Geestendorf von 1888 gab es ab 1890 eine Turnerfeuerwehr und ab 1921 die Berufsfeuerwehr.
Wulsdorf gründete im Jahr 1892 seine Freiwillige Feuerwehr.
Wesermünde
Wesermünde entstand im Jahr 1924 aus Lehe und Geestemünde; 1924 wurde auch der Kreisfeuerwehrverband Wesermünde geschaffen.
Weddewarden kam im Jahr 1927 zu Wesermünde und gründete 1928 eine Freiwillige Feuerwehr.
Schiffdorferdamm wurde im Jahr 1927 eingemeindet und hatte schon seit 1897 eine Freiwillige Feuerwehr.
Bremerhaven
Bremerhaven (heute Mitte) hatte 1828 ein Spritzenhaus am Deich und ab 1851 eine Brandlöschanstalt. 1893 wurde die Berufsfeuerwehr gegründet und bis 1912 bestand noch eine Reservefeuerwehr.
Wesermünde/Bremerhaven
Seit 1932 standen alle Feuerwehren von Wesermünde und Bremerhaven unter einer zentralen Leitung. Um diese Zeit (1933) bestand die Feuerwehr Bremerhaven aus 43 Feuerwehrbeamten und die von Wesermünde aus 23 Angestellten.

Im Jahr 1940  wurden der Kreisfeuerwehrverband und die Freiwilligen Feuerwehren aufgelöst. Es bestand die Feuerschutzpolizei als Berufsfeuerwehr mit 65 Mann.
Im Jahr 1946 baute die US-Army ihre Feuerwehr in Bremerhaven mit deutschen Zivilangestellten auf. 1953 erfolgte die Rückgabe der Feuerwache in der Auestraße an die Stadt.
Nach dem Jahr 1945 bestand eine von der Polizei losgelöste Berufsfeuerwehr mit 89 Mann (1945), die um das Jahr 1950 gegliedert war für die Gebiete Bremerhaven-Nord (Hauptwache I, Feuerwache IV Leherheide und Freiwillige Feuerwehr Weddewarden) und Bremerhaven-Süd (Feuerwache II Geestemünde und Feuerwache III Wulsdorf). 1968 gehörten 156 Beamte und 10 Angestellte zur Berufsfeuerwehr. Die zentrale Feuerwache neben dem Autobahn-Zubringer Bremerhaven-Mitte zur A 27 wurde bei ca. 40 Mio. DM Kosten gebaut und im Jahr 1980 eingeweiht; die bisherigen Feuerwachen wurden aufgegeben bzw. abgerissen.